# تراموا روتردام
تراموا روتردام (هلندی: Rotterdams tramnet) سیستم تراموا در شهر روتردام، هلند است.
این تراموا که در سال ۱۸۷۹ با نیروی اسب تأسیس شده دارای ۱۲ خط، ۳۲۲ ایستگاه و ۱۹۴ کیلومتر طول می‌باشد.

## نگارخانه

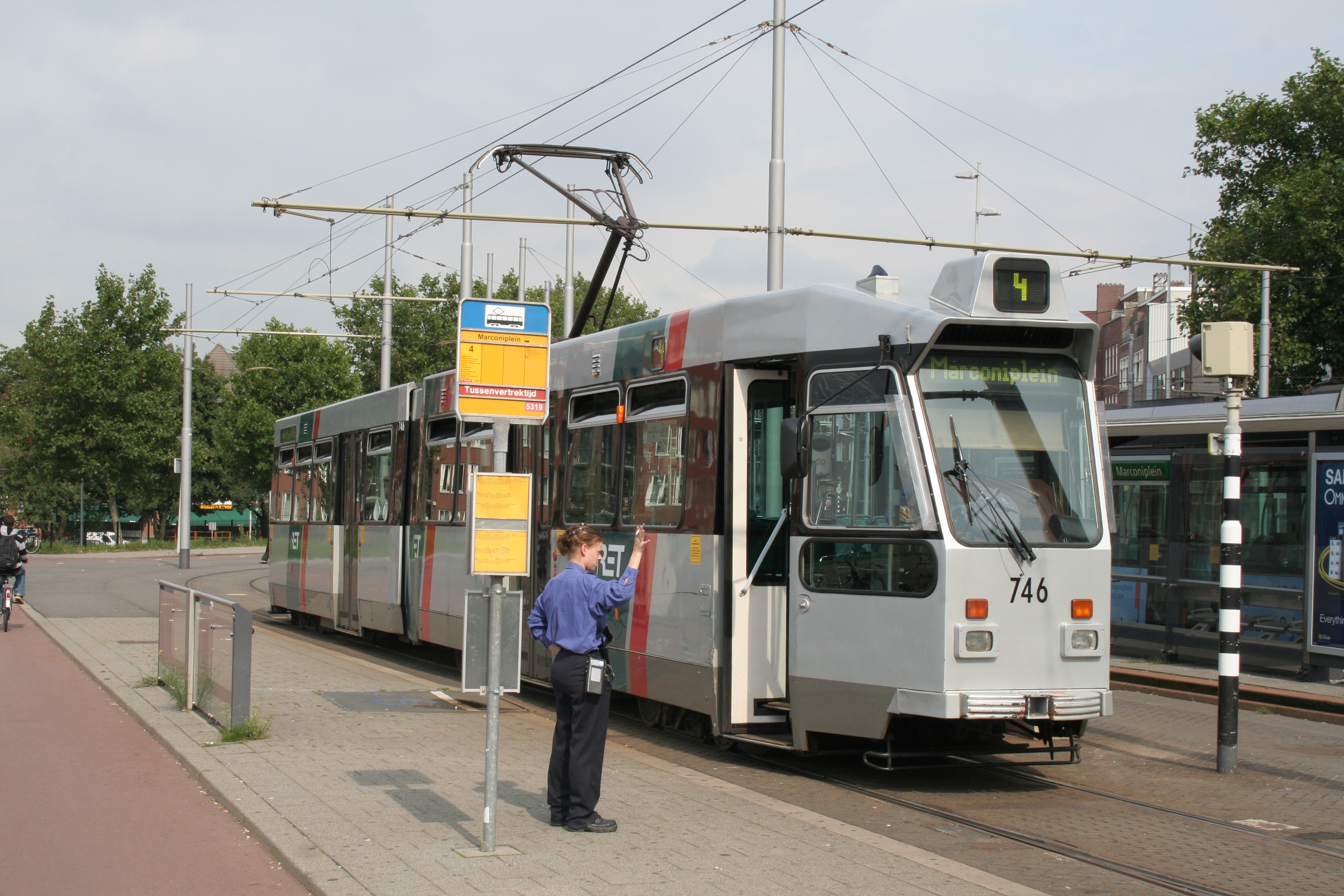
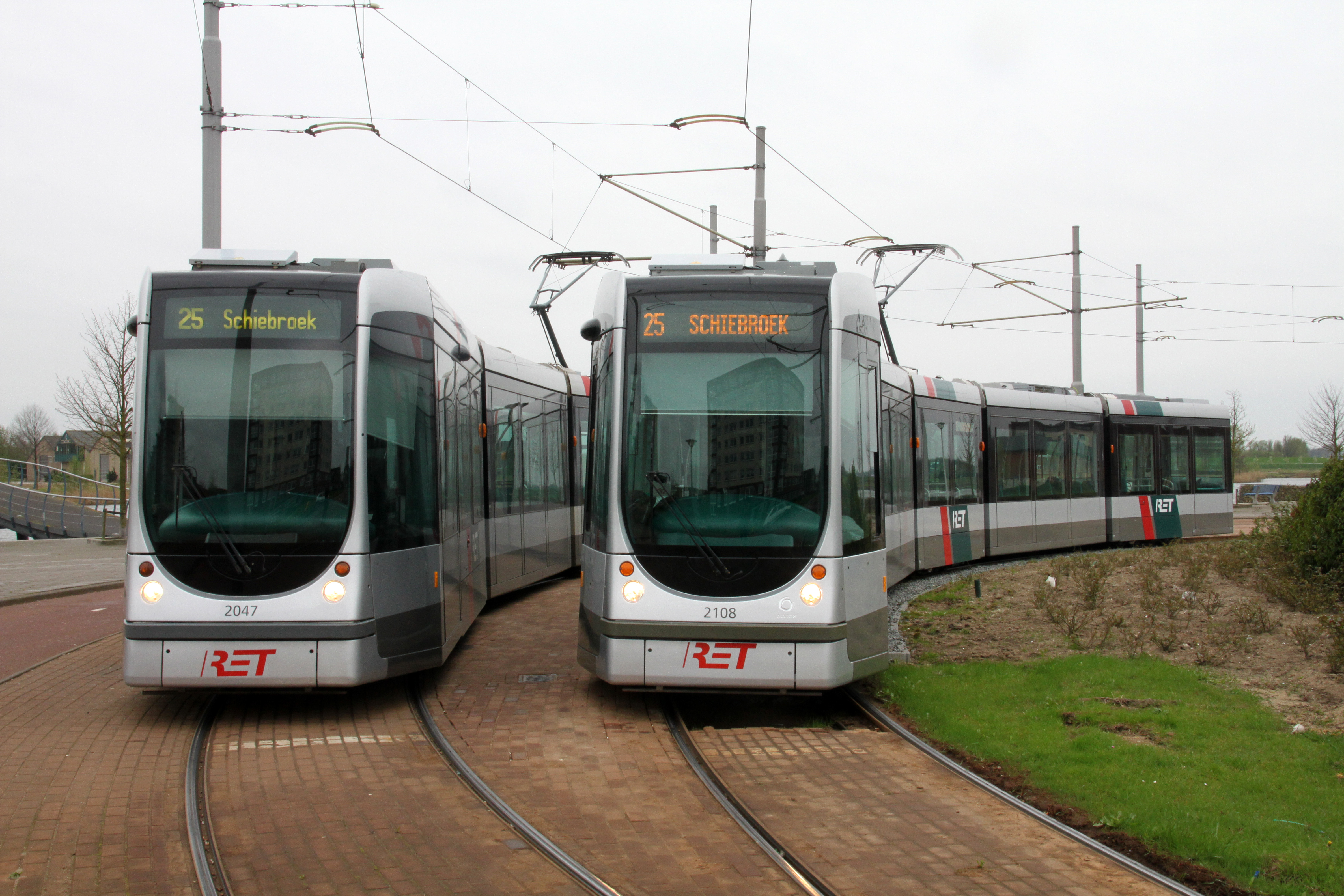
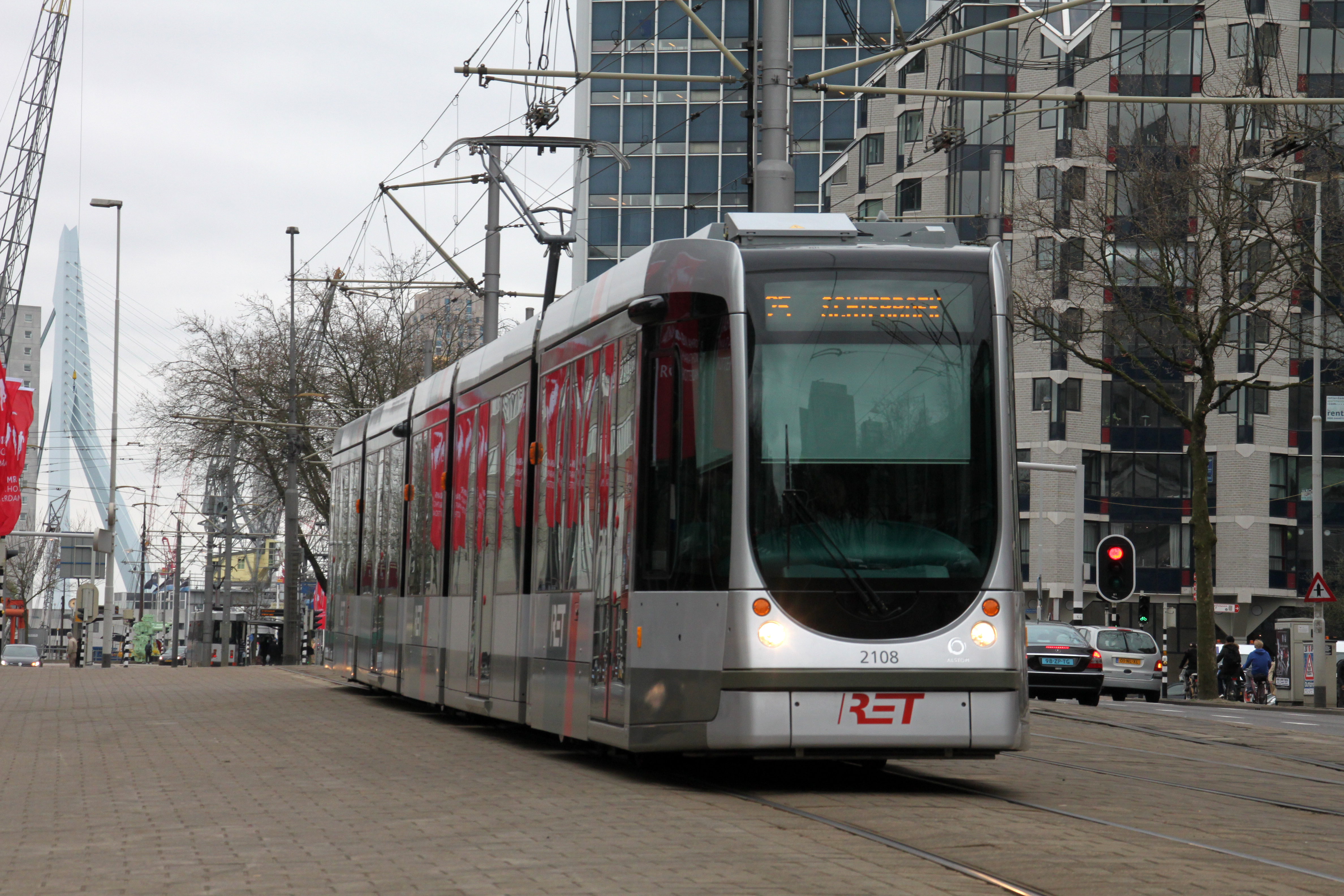
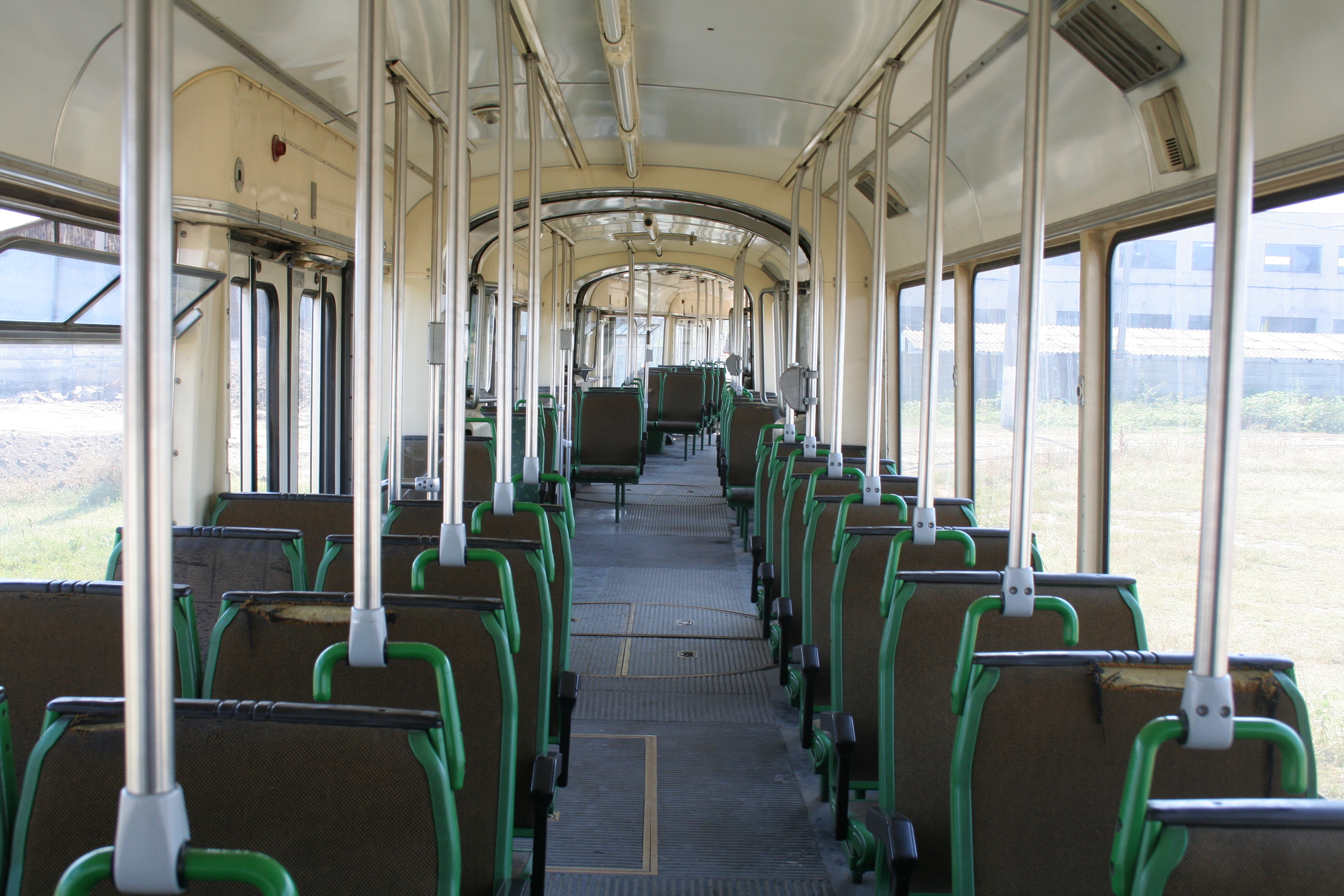